# Махмуд Аль-Мавас
Махмуд Аль-Мавас (араб. محمود المواس; *нар. 30 листопада 1992, Хама) — сирійський футболіст, півзахисник бахрейнського клубу «Ар-Ріффа».
Насамперед відомий виступами за клуб «Аль-Карама», а також національну збірну Сирії.

## Клубна кар'єра
У дорослому футболі дебютував 2010 року виступами за команду клубу «Аль-Карама», в якій провів три сезони.
До складу бахрейнського «Ар-Ріффа» приєднався на умовах оренди 2013 року. Наразі встиг відіграти за команду з Ріффи 10 матчів в національному чемпіонаті.

## Виступи за збірну
У 2012 році дебютував в офіційних матчах у складі національної збірної Сирії. Наразі провів у формі головної команди країни 8 матчів.

## Титули і досягнення
- Володар Кубка Сирії (1):

«Аль-Карама»: 2010
- Володар Кубка Федерації футболу Кувейту (1):

«Аль-Карама»: 2013-14
- Володар Кубка наслідного принца Кувейту (1):

«Аль-Карама»: 2014-15
- Чемпіон Іраку (1):

«Аш-Шурта»: 2021-22
- Володар Суперкубка Іраку (1):

«Аш-Шурта»: 2022
- Найкращий бомбардир Чемпіонату Іраку (1):

«Аш-Шурта»: 2021-22